# Lema del número de Lebesgue
En topología, el lema del número de Lebesgue, nombrado así por Henri Lebesgue, es una herramienta útil en el estudio de espacios métricos compactos.Enuncia que:
Si un espacio métrico {\displaystyle (X,d)} es compacto y un recubrimiento abierto de {\displaystyle X} está dado, entonces existe un número {\displaystyle \delta >0} tal que cada subconjunto de {\displaystyle X} con un diámetro menor a {\displaystyle \delta }, está contenido en algún miembro del recubrimiento.
Tal número {\displaystyle \delta } es llamado un número de Lebesgue de este recubrimiento.

## Demostración

### Demostración directa
Sea {\displaystyle {\mathcal {U}}} un recubrimiento abierto de {\displaystyle X}. Dado que {\displaystyle X} es compacto, podemos extraer un subrecubrimiento finito {\displaystyle \{A_{1},\dots ,A_{n}\}\subseteq {\mathcal {U}}}
. Si algún conjunto {\displaystyle A_{i}} es igual a {\displaystyle X}, entonces podemos tomar cualquier {\displaystyle \delta >0} como número de Lebesgue y hemos acabado. Supongamos pues que no: para cada {\displaystyle i\in \{1,\dots ,n\}}, sea {\displaystyle C_{i}:=X\setminus A_{i}}, que será pues no vacío, y definamos la función {\displaystyle f:X\rightarrow \mathbb {R} } como la distancia media de un punto a fuera de cada conjunto {\displaystyle A_{i}}:
{\displaystyle f(x):={\frac {1}{n}}\sum _{i=1}^{n}d(x,C_{i})}.
Dado que {\displaystyle f} es continua en un conjunto compacto, por el teorema de Weierstrass, alcanza su mínimo {\displaystyle \delta } en un cierto punto {\displaystyle x\in X}. 
La observación clave es que, dado que {\displaystyle x} está contenido en algún abierto {\displaystyle A_{i}} (pues recubren {\displaystyle X}), entonces {\displaystyle \delta =f(x)={\frac {1}{n}}\sum _{i=1}^{n}d(x,C_{i})\geq {\tfrac {1}{n}}d(x,C_{i})>0}. 
Ahora podemos verificar que este {\displaystyle \delta } es el número de Lebesgue deseado. Si {\displaystyle Y} es un subconjunto de {\displaystyle X} con un diámetro menor a {\displaystyle \delta }, entonces, por definición de diámetro, existe {\displaystyle x_{0}\in X} tal que {\displaystyle Y\subseteq B_{\delta }(y_{0})}, donde {\displaystyle B_{\delta }(y_{0})} denota la bola de radio {\displaystyle \delta } con centro en {\displaystyle y_{0}} (concretamente, uno puede escoger {\displaystyle y_{0}} cualquier punto en {\displaystyle Y}). Dado que {\displaystyle f(y_{0})\geq \delta } (por definición del {\displaystyle \delta } tomado), tiene que existir al menos un {\displaystyle i} tal que {\displaystyle d(x_{0},C_{i})\geq \delta } (por definición de {\displaystyle f}). Esto implica que {\displaystyle B_{\delta }(x_{0})\subseteq A_{i}} y, en particular, que {\displaystyle Y\subseteq A_{i}}. {\displaystyle \quad \square }

### Por reducción al absurdo
Como {\displaystyle X} es compacto métrico, es secuencialmente compacto, es decir, toda sucesión de puntos de {\displaystyle X} tiene una subsucesión convergente. Suponemos pues que {\displaystyle X} es secuencialmente compacto y que {\displaystyle {\mathcal {U}}=\{U_{i}\ \vert \ i\in I\}} es un recubrimiento abierto de {\displaystyle X} que no tiene un número de Lebesgue y llegaremos a contradicción. Que el recubrimiento no tenga un número de Lebesgue quiere decir que para cualquier {\displaystyle \delta >0} existe un conjunto {\displaystyle A\subseteq X} de diámetro menor que {\displaystyle \delta } que no está contenido en ningún {\displaystyle U_{i},\ i\in I} (es decir, ningún {\displaystyle \delta } sirve como número de Lebesgue del recubrimiento).
Si para cada {\displaystyle n\in \mathbb {Z} _{>0}} tomamos {\displaystyle \delta _{n}={\tfrac {1}{n}}}, podemos construir una sucesión de subconjuntos {\displaystyle A_{n}} de {\displaystyle X} tal que para cada {\displaystyle n} se tiene que {\displaystyle \operatorname {diam} (A_{n})<{\tfrac {1}{n}}} pero {\displaystyle A_{n}\not \subseteq U_{i}\ \forall i\in I}. De esta última "no inclusión" se deduce que los {\displaystyle A_{n}} son no vacíos (si lo fueran, estarían incluidos en cualquier conjunto; en particular, en {\displaystyle U_{i}}). Por tanto, el axioma de elección nos permite formar una sucesión de puntos {\displaystyle (x_{n})} tal que {\displaystyle x_{n}\in A_{n}} para cada {\displaystyle n}. Como {\displaystyle X} es secuencialmente compacto, esta sucesión tiene una subsucesión convergente {\displaystyle (x_{n_{k}})} hacia un cierto punto {\displaystyle x_{0}\in X}.
Como {\displaystyle {\mathcal {U}}} es un recubrimiento de {\displaystyle X}, existe un {\displaystyle i_{0}\in I} tal que {\displaystyle x_{0}\in U_{i_{0}}}. Nuestro objetivo es ver que para un {\displaystyle k} suficientemente grande el conjunto {\displaystyle A_{n_{k}}} también estará totalmente incluido en {\displaystyle U_{i_{0}}}, lo que entra en contradicción con nuestras hipótesis. 
Como {\displaystyle U_{i_{0}}} es un abierto métrico, existe un radio {\displaystyle r>0} suficientemente pequeño tal que {\displaystyle B(x_{0},r)\subseteq U_{i_{0}}}. Por convergencia de la sucesión {\displaystyle (x_{n_{k}})}, para {\displaystyle k} suficientemente grande, todos los elementos de la sucesión estarán en {\displaystyle B(x_{0},{\tfrac {r}{2}})}:    {\displaystyle \exists k_{0}\in \mathbb {Z} _{>0}} tal que {\displaystyle \forall k\geq k_{0}\ \ x_{n_{k}}\in B(x_{0},{\tfrac {r}{2}})}.
Además, existe {\displaystyle M\in \mathbb {Z} _{>0}} suficientemente grande tal que {\displaystyle \delta _{M}={\tfrac {1}{M}}<{\tfrac {r}{2}}}. Tomemos {\displaystyle k} suficientemente grande para que se satisfaga tanto que {\displaystyle n_{k}\geq M} como que {\displaystyle k\geq k_{0}}. Afirmamos que {\displaystyle A_{n_{k}}\subseteq U_{i_{0}}}, lo que es una contradicción con que para cada {\displaystyle n} se tenga que {\displaystyle A_{n}\not \subseteq U_{i}\ \forall i\in I}, y habremos acabado. En efecto, sea {\displaystyle x\in A_{n_{k}}}. Se tiene que:
- {\displaystyle d(x_{n_{k}},x)\leq \operatorname {diam} (A_{n_{k}})<{\tfrac {r}{2}}}, la última desigualdad porque {\displaystyle n_{k}\geq M}, por lo que {\displaystyle \operatorname {diam} (A_{n_{k}})<{\tfrac {1}{n_{k}}}\leq {\tfrac {1}{M}}<{\tfrac {r}{2}}}, por elección de {\displaystyle M}.
- {\displaystyle d(x_{n_{k}},x_{0})<{\tfrac {r}{2}}}, por ser {\displaystyle k\geq k_{0}}.

Ahora, por desigualdad triangular, {\displaystyle d(x,x_{0})<r} por lo que {\displaystyle x\in B(x_{0},r)\subseteq U_{i_{0}}}, de donde se deduce que {\displaystyle A_{n_{k}}\subseteq U_{i_{0}}}. {\displaystyle \quad \square }